# Liste der Monuments historiques in Villiers-Saint-Georges
Die Liste der Monuments historiques in Villiers-Saint-Georges führt die Monuments historiques in der französischen Ortschaft Villiers-Saint-Georges auf.
Bauwerke werden nicht gelistet.
Die Objekte sind der Kirche Saint-Georges, Place d’Église, in Villiers-Saint-Georges zuzuordnen.

## Liste der Objekte
| Bezeichnung | Beschreibung | Standort              | Kennzeichnung | Schutzstatus | Datum | Bild |
| --- | --- | --------------------- | ------------- | ------------ | ----- | ---- |
| Gemälde: Die Israeliten in der Wüste | gerahmtes Gemälde Öl auf Leinwand aus dem 16. Jahrhundert. Das Gemälde wurde am 3. Juli 1979 gestohlen.                                                                                                | Place d’Église (Lage) | PM77001866    | Classé       | 1905  |      |
| Grabplatte (Epitaph) des 1591 gestorbenen Jacques de Saint-Perier                                                                                      | Steinplatte mit eingeritztem Ritterbildnis aus dem 16. Jahrhundert | Place d’Église (Lage) | PM77001867    | Classé       | 1906  |      |
| Gemälde: Der Aufbruch des jungen Tobias mit dem Erzengel Raffael                                                                                       | Gemälde von Jacques de Létin aus dem 17. Jahrhundert (möglicherweise Kopie) | Place d’Église (Lage) | PM77001870    | Classé       | 1968  |      |
| Gemälde: Der Aufstieg nach Golgatha (Kalvarienberg) | Das Gemälde eines unbekannten Künstlers aus dem 16. Jahrhundert zeigt den kreuztragenden Christus, die Heilige Veronika, die das Leichentuch Christi vorzeigt, die Jungfrau Maria und Simon von Kyrene | Place d’Église (Lage) | PM77001871    | Classé       | 1968  |      |
| Altar mit dem Gemälde der Himmelfahrt Mariens | Das Gemälde ist das Werk eines unbekannten Künstlers aus dem 17. Jahrhundert, das hinter dem Holzaltar hängt.                                                                                          | Place d’Église (Lage) | PM77002176    | Classé       | 1995  |      |
| Osterkerzenständer | Der gedrechselte Holzkerzenständer aus dem 18. Jahrhundert ist vergoldet. | Place d’Église (Lage) | PM77004611    | Classé       | 1986  |      |
| Vier Engelsstatuen, die ein Spruchband tragen | Die geschnitzten Holzfiguren aus dem 18. Jahrhundert sind polychrom gefasst. | Place d’Église (Lage) | PM77003067    | Inscrit      | 1978  |      |
| Statue des Heiligen Georg zu Pferde | Die geschnitzte Holzfigur aus dem 19. Jahrhundert ist polychrom gefasst. | Place d’Église (Lage) | PM77004610    | Inscrit      | 1986  |      |
| Statue der Jungfrau Maria mit dem Christuskind | Steinmetzarbeit aus dem 14. Jahrhundert, stark beschädigt | Place d’Église (Lage) | PM77001868    | Inscrit      | 1935  |      |
| Grabplatte (Epitaph) des 1502 gestorbenen Guillaume de Rieux, Herr über Villiers-Saint-Georges, und seiner Gattin Jeanne de Verdelot (verstorben 1513) | Steinplatte aus dem frühen 18. Jahrhundert | Place d’Église (Lage) | PM77001865    | Classé       | 1905  |      |
| Glocke | 1772 vom Gießer Simonst gefertigte Bronzeglocke. | Place d’Église (Lage) | PM77001869    | Classé       | 1905  |      |
| Gemälde: Das letzte Abendmahl | Anfang des 17. Jahrhunderts entstandenes Gemälde, das vermutlich einem Gemälde aus dem 16. Jahrhundert im Vauluisant-Museum in Troyes nachempfunden wurde.                                             | Place d’Église (Lage) | PM77002175    | Classé       | 1995  |      |

Zum Verständnis siehe: Kirchenausstattung
- Monuments historiques (Objekte) in Villiers-Saint-Georges in der Base Palissy des französischen Kulturministeriums (französisch)